# Tomasz Panufnik

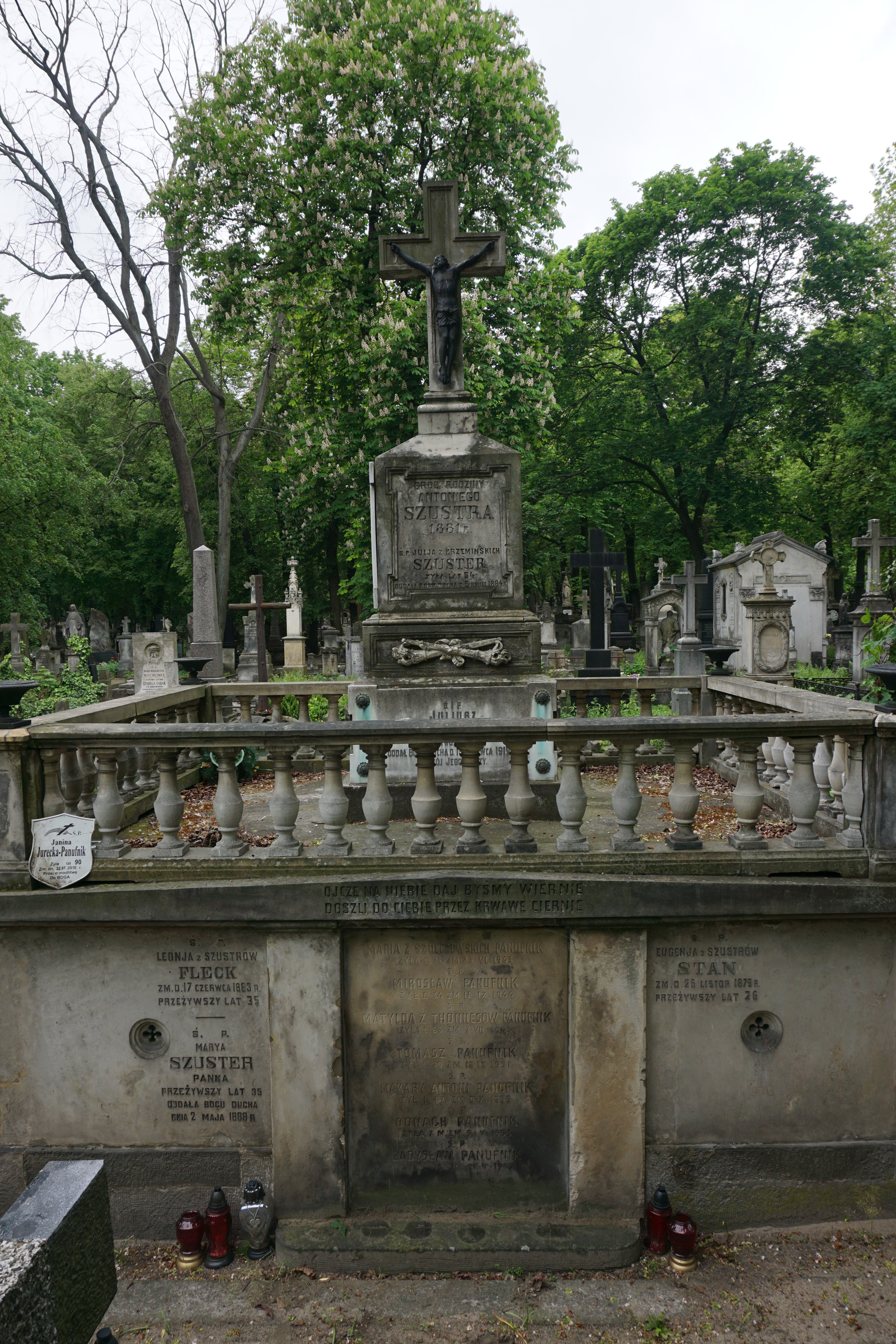
Grób Tomasza Panufnika na cmentarzu Powązkowskim

Tomasz Panufnik (ur. 18 czerwca 1876 w Brześcach, zm. 18 września 1951 w Warszawie) – polski inżynier geodeta, lutnik i instrumentolog. W swojej działalności dążył do odnowy polskiej szkoły lutniczej. Wykonywane przez niego instrumenty smyczkowe znalazły uznanie w środowisku muzycznym.

## Życiorys
Tomasz Panufnik urodził się 18 czerwca 1876 r. w Brześcach w rodzinie Józefa/Aleksandra (?) i Karoliny z Sielskich. Uczęszczał do gimnazjum realnego w Warszawie, następnie do szkoły mierniczej w Kursku, w końcu zaś wstąpił na studia miernicze i hydrotechniczne w Wiedniu. W latach 1915–1918 pełnił obowiązki naczelnika oddziału hydrotechnicznego w armii rosyjskiej. W 1919 r. kierował pracami I rejonu w zarządzie budownictwa Dowództwa Okręgu Generalnego Warszawa.
Od lat młodzieńczych wykazywał zainteresowanie lutnictwem, które po wieloletnim systematycznym samokształceniu w tym kierunku oraz badaniach nad akustyką instrumentów staropolskich i starowłoskich, przerodziło się w stałe zajęcie. W 1905 r. zbudował pierwszy model skrzypiec swojej konstrukcji. Był twórcą dwóch podstawowych modeli, Antici - opartej na wzorach klasycznych oraz Polonii - bazującej na falistym kształcie barokowym (naśladował szesnastowieczne skrzypce żłobione Marcina Groblicza starszego). "Polonia" wyróżniała się główką w kształcie głowy kobiety w miejsce ślimaka oraz charakteryzowała się fletowym zabarwieniem brzmienia.
Działalność Panufnika była ukierunkowana na odnowę i wzmożenie zainteresowania polską szkołą lutniczą. W 1921 r. w Warszawie przy ulicy Zygmuntowskiej 4 powołał do życia fabrykę „Panufnik” Sp. z o.o., której zadaniem było wytwarzanie instrumentów smyczkowych. Po kilku miesiącach, zanim produkcja ruszyła pełną parą, przedsiębiorstwo upadło z powodu kłopotów finansowych. W 1930 r. zainicjował utworzenie i kierował Oddziałem Budowy Instrumentów Smyczkowych przy Państwowej Szkole Rzemieślniczo–Przemysłowej w Warszawie.  W 1935 r., wskutek reorganizacji szkolnictwa, instytucja została zlikwidowana, mimo to inicjatywa ta miała kontynuację w Polskiej Wytwórni Instrumentów Muzycznych Sp. z o.o. Panufnik uczestniczył w jej założeniu i zarządzaniu, a od 1938 r. ustanowił i prowadził przy niej kurs budowy instrumentów lutniczych. W 1937 r. brał udział w inicjatywie uruchomienia Sekcji Instrumentów Muzycznych przy Muzeum Techniki i Przemysłu w Warszawie. Przed wybuchem II wojny światowej pracował również w charakterze rzeczoznawcy w warszawskiej Izbie Przemysłowo–Handlowej. W 1940 r. wiele jego instrumentów znajdujących się w pracowni przy ulicy Ks. Skorupki 14 zostało skonfiskowanych przez Niemców. Tenże warsztat przepadł w czasie powstania warszawskiego. W latach 1945–1950 przebywał w Krakowie, wciąż pracując na rzecz budowy fabryki instrumentów smyczkowych, następnie przeniósł się do Warszawy. Zmarł 18 września 1951 r. w Warszawie. Jego grób znajduje się na cmentarzu Powązkowskim (kwatera 22-5-25).
W sumie skonstruował 92 instrumenty smyczkowe. Zostały one zauważone i nagrodzone na licznych wystawach europejskich, m.in.: na wystawie we Frankfurcie (1926), Wystawie Wodnej w Bydgoszczy (1937) (złoty medal), Wystawie Muzycznej w Genewie (1927) (srebrny medal), Wystawie Muzycznej w Warszawie (1933) (złoty medal) i wystawie w Genewie (1954). Podczas swoich występów na instrumentach Panufnika grali Stanisław Barcewicz, Bronisław Huberman, Alfred, Kazimierz i Michał Wiłkomirscy, Ginette Neveu oraz Dawid Ojstrach. W 1935 r. skrzypce „Antica” z 1926 r. podarowano ostatniemu z wymienionych artystów jako nagrodę w Międzynarodowym Konkursie Skrzypcowym im. Henryka Wieniawskiego. Kwartetami Panufnika dysponują Muzeum Instrumentów Muzycznych w Poznaniu i Stowarzyszenie Polskich Artystów Lutników.
Tomasz Panufnik posiadał w swoim dorobku kilka prac poświęconych lutnictwu. Składały się na nie, m.in.: Instrumenty smyczkowe «Antica» i «Polonia» (ok. 1920), Sztuka lutnicza (1926), Technologia lutnicza (1934, I–II), Ogólny pogląd na budowę instrumentów („Rytm” nr 12 z 1924), Lutnictwo polskie („Muzyka” nr 1 z 1950). W 1944 r. zaginęły część jego opracowań w formie rękopisu: Akustyka sal koncertowych, Historia instrumentów smyczkowych, Muzyka i prawo harmonii w wszechświecie oraz Tajemnica skrzypiec.
W 1908 r. poślubił angielską skrzypaczkę Matyldę Thonnes, z którą miał dwóch synów – Mirosława, członka Armii Krajowej oraz Andrzeja, kompozytora i dyrygenta. Był dziadkiem artystki Ewy Panufnik-Dworskiej, którą opiekował się po śmierci jej rodziców, Marii i Mirosława, podczas wojny.